# Eteobalea intermediella
Eteobalea intermediella ist ein Schmetterling (Nachtfalter) aus der Familie der Prachtfalter (Cosmopterigidae).

## Merkmale
Die Falter erreichen eine Flügelspannweite von 11 bis 17 Millimeter. Die Vorderflügel werden in Richtung Apex etwas schmaler. Die Zeichnung ähnelt Eteobalea serratella, es fehlt aber der fahl goldene Fleck unterhalb des dritten weißen Costalflecks.
Die Männchen haben ein langes Tegumen, das sich hinten leicht verjüngt und eine rundliche Ausbuchtung besitzt. Das rechte Brachium ist leicht gekrümmt und ungefähr dreimal so lang wie das linke. Die Spitze ist rundlich verbreitert und stark sklerotisiert. Das linke Brachium hat einen quadratischen Apex. Die Valven sind konkav und haben einen gerundeten Cucullus. Die rechte Valve ist parallelwandig und verjüngt sich allmählich zu einer stumpfen Spitze. Der Aedeagus ist ziemlich schlank und gekrümmt, der röhrenförmige Teil verjüngt sich stark zu einer scharfen Spitze. Die Genitalarmatur der Männchen unterscheidet sich von Eteobalea beata und Eteobalea sumptuosella durch die rundlich verbreiterte und sklerotisierte Spitze des rechten Brachiums und den schlanken Aedeagus mit einem breiten röhrenförmigen Abschnitt und dem großen, spitz zulaufenden Anellus-Arm.
Bei den Weibchen ist das 8. Segment etwa so lang wie breit. Das Ostium ist halbkreisförmig oder oval. Das Sterigma verengt sich distal. Der Ductus bursae ist etwas kürzer als das Corpus bursae lang ist. Das Corpus bursae ist länglich und vorn am breitesten. Er verjüngt sich nach hinten leicht und hat zwei unterschiedlich große, sichelförmige Signa.

### Ähnliche Arten
Eteobalea intermediella ähnelt Eteobalea beata und Eteobalea sumptuosella sehr stark, unterscheidet sich von diesen Arten aber durch den dritten Costalfleck. Dieser ist kleiner, mehr quadratisch, innen konkav und außen konvex. Eine sichere Artbestimmung ist nur durch eine Genitaluntersuchung möglich.

## Verbreitung
Eteobalea intermediella ist in Mittel- und Südeuropa, im Kaukasus, in Kleinasien, im Nahen- und Mittleren Osten und in Zentralasien verbreitet. Die Art kommt auch in Algerien und Marokko vor.

## Biologie
Die Raupen entwickeln sich an Echtem Leinkraut (Linaria vulgaris), Linaria pontica, Ginster-Leinkraut (Linaria genistifolia), Dalmatiner Leinkraut (Linaria dalmatica) und Gänseblümchen-Lochschlund (Anarrhinum bellidifolium). Die Weibchen legen die Eier in Gruppen am unteren Bereich des Stängels ab und die Raupen bohren sich von dort in die Hauptwurzel. Sie leben häufig gesellig und fressen sowohl die Wurzelrinde als auch im Kern. Die Anzahl der Raupen pro Wurzel ist dabei vom Durchmesser der Wurzel abhängig.
Die Raupen des letzten Stadiums fressen dagegen wieder in den unteren Bereichen der Stängel, dabei wird eine Anzahl von Trieben deutlich sichtbar geschädigt. Die Raupen verpuppen sich in der Stängelbasis oder im oberen Teil der Wurzel. Die Präimaginalstadien sind denen von Eteobalea serratella sehr ähnlich, Unterschiede wurden lediglich in der Struktur der Eihaut gefunden. Die Art bildet zwei Generationen pro Jahr, im Norden und im Osten des Verbreitungsgebietes entsteht nur eine Generation. Die Falter fliegen von Anfang Mai bis Anfang November.

## Systematik
Es sind folgende Synonyme bekannt:
- Stagmatophora intermediella Riedl, 1966
- Stagmatophora beata auctt., (nec Walsingham, 1907) Fehlbestimmung

## Belege
1. 1 2 3 4 5 6 7  J. C. Koster, S. Yu. Sinev: Momphidae, Batrachedridae, Stathmopodidae, Agonoxenidae, Cosmopterigidae, Chrysopeleiidae. In: P. Huemer, O. Karsholt, L. Lyneborg (Hrsg.): Microlepidoptera of Europe. 1. Auflage. Band 5. Apollo Books, Stenstrup 2003, ISBN 87-88757-66-8, S. 142 (englisch).
2. 1 2  Eteobalea intermediella bei Fauna Europaea. Archiviert vom Original im Internet Archive. Abgerufen am 7. Februar 2012
3. ↑  Sjaak (J. C.) Koster, Paul Sammut: Faunistic notes on Momphidae, Batrachedridae, Stathmopodidae and Cosmopterigidae from the Maltese Islands. Nota lepidopterologica 29 (1/2): 49-63